# Dźwigary (pismo)
Dźwigary. Miesięcznik Literacki Ruchu Miecz i Pług – polski konspiracyjny miesięcznik ukazujący się od grudnia 1943 do marca 1944.
Pismo związane było z Ruchem Miecz i Pług. Ukazały się 4 numery pisma. „Dźwigary” stanowiły kontynuację wcześniejszego czasopisma „Kuźnia”. Czołową rolę w piśmie odgrywał Roman Bratny, związani byli też z nim Zbigniew Stolarek, Witold Zalewski, Józefa Radzymińska, Helena Radzymińska (później Żwirska), Edmund Misiołek. Współpracownicy pisma tworzyli grupę literacką Dźwigary.
Obok pisma wydawana była Biblioteka „Dźwigarów”. Jako pierwszy ukazał się w niej w 1944 tomik poezji Bratnego pt. Pogarda (nakład ok. 1000 egzemplarzy), jako drugi – zbiorek Józefy Radzymińskiej pt. Krwawa rysa.